# Burgruine Alt-Wülflingen
Die Burgruine Alt-Wülflingen ist die Ruine einer Höhenburg in Winterthur im Kanton Zürich in der Schweiz. Sie ist als Kulturgut von nationaler Bedeutung eingestuft.

## Lage
Die Burgruine liegt im Wald versteckt auf einer Anhöhe über dem Totentäli. Von ihrem 18 m hohen, gut restaurierten Bergfried, der im Innern mit zwei Wendeltreppen bestiegen werden kann, hat man einen schönen Blick auf die Töss und den Brüelberg, der die beiden Stadtteile Wülflingen und Töss trennt. Sie liegt auf 541 m ü. M., rund 3 Kilometer westlich von der Winterthurer Altstadt und 320 Meter nordöstlich von der Burgstelle Hoh-Wülflingen entfernt. Die beiden ehemaligen Burgen werden durch das Totentäli getrennt.

## Geschichte

### Anfänge
Die Ortschaft Wülflingen war eine alemannische Gründung und wurde 897 als «Wulfilinga» erstmals urkundlich erwähnt. Der Ort scheint zumindest seit dem 10. Jahrhundert Sitz eines Grafengeschlechtes gewesen zu sein, das Wülflingen, Embrach und Buch am Irchel zu Eigen- und Freigut besass. Namentlich bekannt aus der Familie ist nur Willebirg von Wülflingen, die in der ersten Hälfte des 11. Jahrhunderts lebte und mit Graf Liutold (oder Luitold) von Mömpelgard verheiratet war. Ihr Sohn Hunfried (Umfredus) wurde Domherr in Strassburg; er stiftete das Chorherrenstift St. Peter zu Embrach und übertrug es dem Strassburger Bistum. 1044 schenkte er diesem sein väterliches Erbe, wozu Grundeigentum im Elsass und in Embrach gehörte. Hunfried wurde 1046 Kanzler Kaiser Heinrichs III. und 1046 Erzbischof von Ravenna. Willebirgs Tochter Adelheid heiratete Graf Rudolf von Achalm, wodurch die Familie von Achalm in den Besitz der Herrschaft Wülflingen gelangte. Rudolf und sein Bruder Egino bauten die Burg Achalm in Württemberg. Adelheid und Rudolf hatten drei überlebende Söhne, von denen Lütold (Luitold) die Burg Achalm und Cuno (Kuno) die Burg Alt-Wülflingen bewohnte, während Werner Bischof von Strassburg wurde (1065–1079).
Wann ein befestigter Sitz auf dem Burgberg bei Wülflingen errichtet wurde, ist ungeklärt. Um die Mitte des 11. Jahrhunderts muss die Burg Wülflingen aber bereits bestanden haben. Davor scheint zumindest eine Fluchtburg auf dem Berg gestanden zu haben, die ausgebaut wurde. Von 1055 bis 1056 hielt Graf Kuno von Achalm im Auftrag von Kaiser Heinrich III. den Regensburger Bischof Gebhard III. hier gefangen, weil dieser gegen den Herrscher konspiriert haben sollte. Kuno residierte auf der Burg und nannte sich seitdem Kuno von Wülflingen.
1089 gründeten die Brüder Graf Liutold von Achalm und Graf Kuno von Wülflingen das Kloster Zwiefalten und beschenkten es unter anderem mit der Burg Wülflingen. In diesem Zusammenhang fanden sie ihre Schwester Willebirg und deren Sohn Werner von Grüningen mit weitreichendem Besitz in Schwaben und im Elsass ab, um zukünftige Ansprüche an Zwiefalten zu verhindern. Graf Kuno starb 1092, und die Abtei Zwiefalten verzichtete gegenüber Luitold auf Alt-Wülflingen. Nachdem Luitold 1098 ohne Söhne gestorben war, gingen Burg und Herrschaft Wülflingen an die Söhne seiner Schwester Mathilde von Horburg, die Grafen von Horburg im Oberelsass. Von diesen gelangte sie an die Grafen von Habsburg, die 1264 die Grafen von Kyburg beerbten.
1155 und 1169 sind in Urkunden ein Rudolf von Wülflingen und sein Sohn Hermann erwähnt. Sie scheinen keinen Grafentitel geführt zu haben und ihre Verwandtschaft mit den älteren Wülflingern ist nicht gesichert.

### Besitzwechsel und Neubau
Spätestens 1239 befanden sich Burg und Herrschaft, nebst der hohen Gerichtsbarkeit, in der Hand der Grafen von Habsburg-Kyburg, die den noch heute erhaltenen mächtigen Bergfried erbauten. Bei einem Grundriss von 7,3 × 7,3 Metern hat der Bau bis zu 2,25 Meter dicke Mauern aus Sandstein-Buckelquadern. Um ihn gruppierten sich in der Folge der heute nur noch schwach erkennbare Wohntrakt, der innere Burghof und weitere Nebenbauten. Am Fuss des Berges, an der Töss, befanden sich Scheunen und Stallungen.
Die Habsburger gaben die Herrschaft verschiedenen Adligen zu Lehen. Einer davon war Konrad von Wülflingen, der als Lehnsmann dieses mächtigen Grafengeschlechts verschiedene wichtige Posten innehatte, so um 1257 als Schultheiss von Sempach. Um 1290 hielten die Herren von Hettlingen das Burglehen. Ab 1315 waren es die Herren von Seen. Sie erneuerten die Anlage und leisteten wichtige Kriegsdienste für ihre Habsburger Lehnsherren. Aus Geldnot verpfändete Herzog Leopold III. die Herrschaft im Jahre 1376 an Hartmann von Seen und löste sie nicht wieder ein. Nach dem Hartmann von Seen 1386 in der Schlacht bei Sempach und sein Sohn 1405 in der Schlacht am Stoss gefallen waren, erbte Hartmanns Schwiegersohn, Ulrich VIII. von Landenberg-Greifensee, die Burg und machte sie zu seiner Residenz.

### Spätzeit

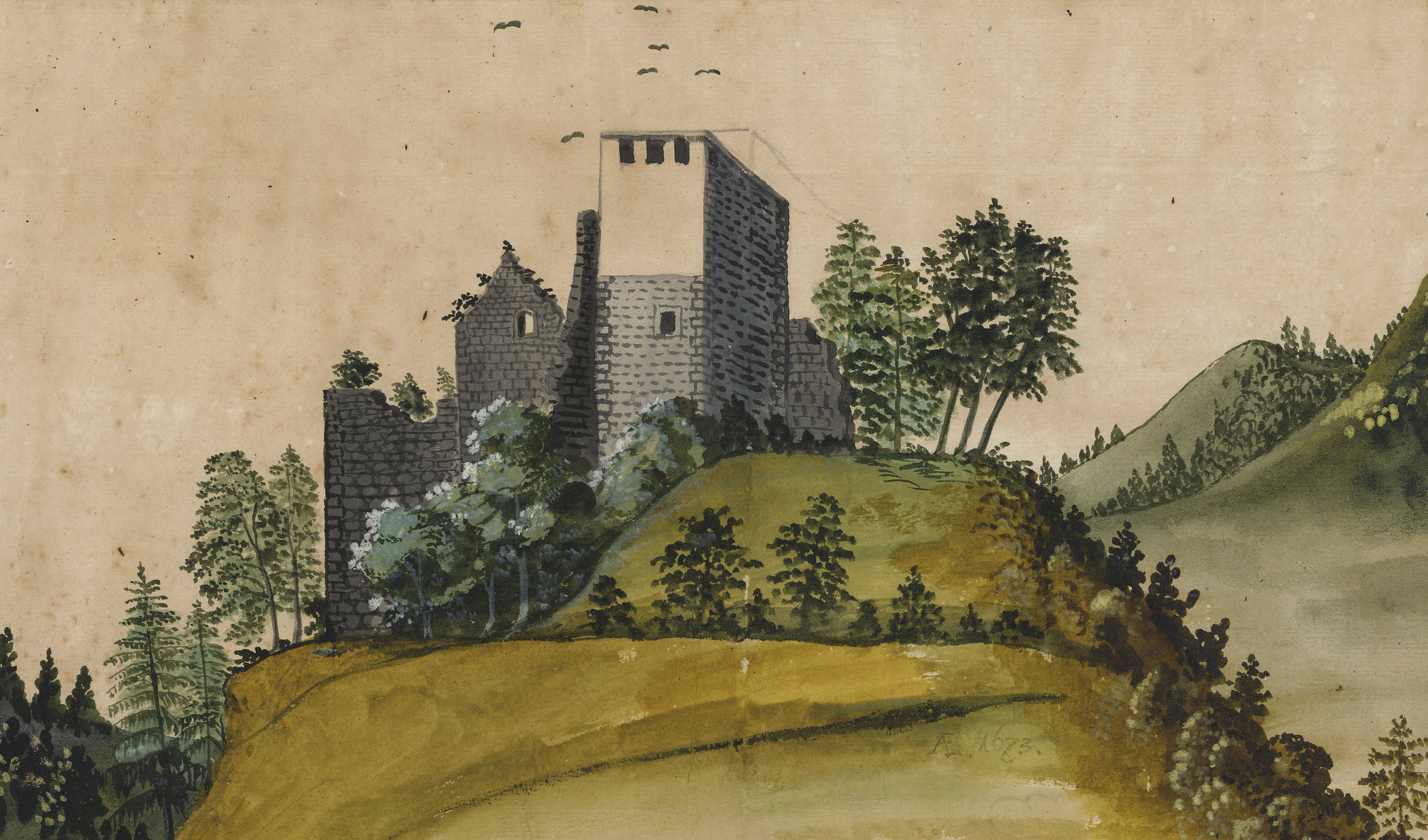
Die Burg um 1673

Gegen Ende des 15. Jahrhunderts kam die Herrschaft durch Heirat an Konrad von Rümlang, der oft in Streitigkeiten verwickelt war und über seine Verhältnisse lebte. Sein Sohn und Nachfolger, Hans Konrad von Rümlang, ebenfalls in zahlreiche Konflikte verstrickt und tief verschuldet, verkaufte 1515 den gesamten Zehnten von Wülflingen an die Stadt Winterthur; die Gerichtsherrschaft verpfändete er an die Gemeinde Wülflingen. Rümlang konnte 1524 seine Schulden nicht mehr bezahlen und wurde, auf Beschluss des Rats von Zürich, im Oktober 1529 wegen Betrügerei enthauptet.
1528 erwarb Hans Steiner aus Pfungen Burg und Herrschaft von der Gemeinde Wülflingen. 1596 fiel ein Grossteil der Burgbewohner der Pest zum Opfer, darunter der Burgherr, Sebastian Steiner. Ein Versuch der Familie Steiner, die Burg 1634 an die Stadt Winterthur zu verkaufen, scheiterte am Einspruch Zürichs. Noch im selben Jahr erwarben die Zürcher Familien Escher und Meiss die Anlage. Da die alte Burg als Wohnsitz nicht mehr taugte, errichteten die Eschers 1644 das Schloss Wülflingen im Dorf Wülflingen, wobei Material von der Burg verwendet wurde.
Die Gerichtsherrschaft Wülflingen bestand noch bis 1760, als Zürich die Hoheitsrechte übernahm, während Burg und Gutsbesitz an die Stadt Winterthur fielen. Der Turm wurde noch bis zumindest 1764 als Gefängnis genutzt. Dann begann der Zerfall. Auch der Gutshof wurde 1834 abgebrochen. Die Nebenbauten zerfielen, und das Material diente im 19. Jahrhundert zu Neubauten in der Umgebung. Ein Erdbeben im November 1911 verursachte weiteren Schaden. 1895 erhielt der Turm eine schräge Ziegelabdeckung. 1936 wurde die Mauerkrone gesichert und ein ebenerdiger Eingang, der nachträglich in die Turmmauer gebrochen worden war, geschlossen.
1983/84 wurde der Turm ein weiteres Mal saniert und über den alten Hocheingang und eine Innentreppe wieder zugänglich gemacht. Da die Wände der Ruine Feuchtigkeit und Frost ausgesetzt waren, drohten sie dreissig Jahre später erneut einzustürzen. Die Anlage wurde daher Ende 2013 gesperrt und in der Folge mit Spanngurten gesichert sowie mit einem provisorischen Dach versehen. Das definitive neue Schutzdach wurde im Juli 2016 mithilfe eines Hubschraubers errichtet. Es handelt sich dabei um ein mit Kies bedecktes, rund ein Meter über dem Mauerwerk liegendes Flachdach aus Fichtenholz. Im März 2017 wurde die Ruine eingerüstet und das Mauerwerk anschliessend umfassend saniert. Im September 2018 wurden die Arbeiten abgeschlossen. Die Kosten beliefen sich insgesamt auf rund zwei Millionen Franken.

## Aussichtsturm
76 Treppenstufen führen zum seit dem 19. September 2018 wiedereröffneten Aussichtsturm auf 15 Meter Höhe. Von diesem hat man eine Aussicht über die Winterthurer Quartiere Brühlberg, Tössfeld, Heiligberg und Deutweg.
|  |  |  |  |